# Берёзовка (Старомайнский район)
Берёзовка — село в Старомайнском районе Ульяновской области России. Входит в состав Жедяевского сельского поселения.

## География
Село находится в северо-западной части Левобережья, в лесостепной зоне, в пределах Низкого Заволжья, на восточном берегу Куйбышевского водохранилища, на расстоянии примерно 19 километров (по прямой) к северо-востоку от посёлка городского типа Старая Майна, административного центра района. Абсолютная высота — 50 метров над уровнем моря.
Климат
Климат характеризуется как умеренно континентальный, с тёплым летом и умеренно холодной снежной зимой. Средняя температура воздуха самого тёплого месяца (июля) — 20 °C (абсолютный максимум — 39 °C); самого холодного (января) — −13,8 °C (абсолютный минимум — −47 °C). Продолжительность безморозного периода составляет в среднем 131 день. Среднегодовое количество атмосферных осадков составляет 406 мм. Снежный покров образуется в конце ноября и держится в течение 145 дней.
Часовой пояс
Село Берёзовка, как и вся Ульяновская область, находится в часовой зоне МСК+1. Смещение применяемого времени относительно UTC составляет +4:00.

## История
Березовка была основана в XVIII веке и изначально называлась Утка, но из-за того что  аналогичных названий по реке было несколько, то её переименовали в Берёзовку и принадлежала Голчиным. 
В 1795 году в Березовке было 15 дворов и 65 жителей. Часть Березовки была во владении князя Семёна Михайловича Баратаева, позже деревня перешла во владение дворянскому роду Лихачёвых. У новой владелицы, штабс-ротмистрши Гликерии Ивановны Лихачевой, в деревне была барская усадьба и 1648 десятин земли, из которых 526 отводились на крестьянские наделы.
В 1859 году в Березовке 34 двора и 275 жителей.
В 1908 году в деревне 77 дворов и 613 жителей, есть земская школа, 3 ветряных мельницы. 
В 1918 году в деревне был создан сельский Совет. 
В 1929 году здесь на 126 дворов и 613 жителей.
6 марта 1930 года в деревне был образован колхоз «Березовка». 
В январе 1932 года Березовский колхоз имени Крупской соединился с колхозами села Волостниковка под названием «Объединение», но уже в марте он был восстановлен. 
В Великую Отечественную войну березовцы потеряли 46 человек. 
В 1950 году к Березовскому колхозу присоединились колхозы Зеленовки и Никольских Выселок. 
В 1953 году, в связи с затоплением села Куйбышевским водохранилищем, село перенесли на новую площадку. А к селу были доприселены Зеленовка и Никольские Выселки. 
В 1957 году Березовский колхоз имени Крупской присоединился к Жедяевскому колхозу, который после объединения стал называться «Родина».

## Население
| 2010 |
| ---- |
| 81   |

Национальный состав
Согласно результатам переписи 2002 года, в национальной структуре населения русские составляли 94 % из 79 чел.